# Prix du livre Science pour tous
Le prix du livre Science pour tous (ou Sciences pour tous), est un prix littéraire de culture scientifique français, récompensant des livres de vulgarisation scientifique et dont les jurys sont des collégiens et des lycéens. 

## Historique
Il est créé en 2006 sous le nom Lignes de science par la Délégation académique aux arts et à la culture du rectorat de Bordeaux, en partenariat avec l'union des professeurs de physique et de chimie, le Syndicat national de l'édition et les librairies Mollat et Georges. Il récompense des ouvrages permettant aux élèves de lycée de saisir les enjeux scientifiques contemporains. 
L'année suivante, le rectorat de Rouen crée le prix Science en toutes lettres, qui s'adresse aux collégiens. 
En 2008, le prix reçoit le parrainage de l'Académie des sciences. 
En 2014, les deux prix fusionnent sous le nom Sciences pour tous et acquièrent une dimension nationale, puisqu'un collège et un lycée de chaque académie participent à établir le classement des ouvrages en vue de décerner les prix. Les collèges sont coordonnés par l'académie de Rouen et les lycées, par celle de Bordeaux. 
Chaque année est consacrée à un thème. Les ouvrages sélectionnés pour le prix ne sont pas nécessairement parus dans l'année écoulée.

## Ouvrages primés
- 2022 - Thème : Les insectes, enjeux pour l'Humanité
collège : à venir
lycée :
- 2021 - Thème : Explorer le ciel, d'hier à demain 
collège et lycée : Dans la combi de Thomas Pesquet, Marion Montaigne, Dargaud, 2017[1]
- 2020 - Thème : Écrire les mathématiques
collège :  Un grain de sable dans un cours de maths, Stéphane Favre-Bulle, Éditions Ellipses, 2012.
lycée : Les maths qui tuent, Rob Davis et Kjartan Poskitt, Éditions Le Pommier, 2011.
- 2019 - Thème : Les origines de la vie, de la chimie au vivant
collège :  La plus grande histoire jamais contée, Muriel Gargaud, Belin, 2017.
lycée : Tout ce que vous avez toujours voulu savoir sur le Blob sans jamais oser le demander, Audrey Dussutour, Éditions des Équateurs, 2017.
- 2018 - Thème : L'intelligence artificielle, entre mythes et réalités[2]
collège : E.V.E. Entité. Vigilance. Enquête, Carina Rozenfeld, éd. Syros
lycée : Ciel 1.0, l’hiver des machines, Johan Heliot, éd. Gulf stream éditeur
- 2017 - Thème : Le climat, changements et perspectives
collège : La glace et le ciel, Claude Lorius et Luc Jacquet, éd. Actes Sud Junior
lycée : Quel climat pour demain ? : 15 questions réponses pour ne pas finir sous l'eau, Jean Jouzel et Olivier Nouaillas, éd. Dunod
- 2016 - Thème : Le cerveau
collège : Illusions d'optique... renversantes !, Clive Gifford, éd. Dunod.
lycée : Neurocomix, Matteo Farinella et Hana Ros, éd. Dunod
- 2015 - Thème : La lumière pour voir le monde
collège : Le monde lumineux des océans, Catherine Vadon, éd. Belin
lycée : Le labo des sons et des lumières, Alain Schuhl et Hélène Maurel, éd. Le Pommier
- 2014 - Thème : L'eau, une ressource inépuisable ?  
collège :Voyage en Antarctique- Terre de Feu-Shetland du Sud, Raphaël Sané, Alain Bidart, Samuel Blanc et al., Le Sablier Éditions, 2013
- 2013 - Thème : Énergie durable pour tous 
collège :Une seule Terre pour nourrir les hommes, Florence Thinard, Loïc Le Gall, Gallimard Jeunesse, 2009
- 2012 - Thème : La chimie, ennemie ou amie ? 
collège : La science enquête, Éric Chenebier et Buster Bone, Seuil jeunesse, 2009
- 2011 - Thème : Les mathématiques et le monde 
collège : Le chat au pays des nombres, Ivar Ekeland, Le Pommier, 2006.
lycée : La mathématique du Chat, Philippe Geluck et Daniel Justens, Delagrave, Casterman, 2013
- 2010 - Thème : Le vivant, quelle évolution ?
collège : Le paradis des bonobos, Isaline Aubin et Roland Garrigue, Seuil jeunesse, 2007
lycée : Darwin, l’homme qui osa !, Catherine Bousquet, Belin, 2009
- 2009 - Thème : Astronomie
collège et lycée : Georges et les secrets de l’univers, Lucy et Stephen Hawking, Pocket jeunesse, 2007 (traduction de Christophe Galfard).
Lignes de sciences : L’astronomie, tout ce qu’on sait et comment on le sait, Pierre Cruzalèbes, Michel Froeschlé et al., De la Martinière Jeunesse, 2002.
Science en toutes lettres : Georges et les secrets de l’univers, Lucy et Stephen Hawking, Pocket Jeunesse, 2007 (traduction de Christophe Galfard).